# يويل روميرو
يويل روميرو بالاسيو (بالإسبانية: Yoel Romero Palacio؛ مواليد 30 أبريل 1977) هو مقاتل فنون قتالية مختلطة محترف كوبي ومصارع حر سابق. يُنافس حاليًا في فئة وزن خفيف الثقيل في بيلاتور. شارك روميرو سابقًا في فئة الوزن المتوسط في يو إف سي وقد نافس على لقب بطولة يو إف سي للوزن المتوسط.
كمصارع حر، نافس روميرو في وزن 85 كيلوغرامًا، حيث كان بطل العالم عام 1999 (حاصل على خمس ميداليات في بطولات العالم)، وحاصل على الميدالية الفضية الأولمبية عام 2000، وفائز بكأس العالم ثلاث مرات (حاصل على ست ميداليات)، وحاصل على الميدالية الذهبية في دورة الألعاب الأمريكية عام 2003 (حاصل على الميدالية البرونزية عام 1999) وبطل أمريكا خمس مرات.

## البطولات والإنجازات

### فنون القتال المختلطة
- يو إف سي
  - أفضل ضربة قاضية في الليلة (مرة واحدة) ضد كليفورد ستاركس
  - أداء الليلة (مرتين) ضد ليوتو ماتشيدا وكريس ويدمان
  - قتال الليلة (خمس مرات) ضد ديريك برانسون، تيم كينيدي، روبرت ويتيكر (مرتين)، وباولو كوستا[7]
    - قتال العام 2018 ضد روبرت ويتيكر 2[8]
- إم إم إيه دي إن إيه.إن إل
  - قتال العام 2018[9]
- إم إم إيه جونكي
  - قتال شهر أغسطس 2019 ضد Paulo Costa[10]

## سجل فنون القتال المختلطة
| السجل المهني |        |         |
| 23 نزال      | 16 فوز | 7 خسارة |
| ضربة قاضية   | 13     | 1       |
| قرار القضاة  | 3      | 6       |

| النتيجة | السجل | الخصم                | الطريقة                              | الحدث                                          | التاريخ        | الجولة | الوقت | المكان                                   | الملاحظات |
| ------- | ----- | -------------------- | ------------------------------------ | ---------------------------------------------- | -------------- | ------ | ----- | ---------------------------------------- | --- |
| فاز     | 16–7  | تياغو سانتوس (مقاتل) | قرار القضاة (بالإجماع)               | بي إف إل ضد بيلاتور                            | 24 فبراير 2024 | 3      | 5:00  | الرياض، السعودية                         | |
| خسر     | 15–7  | فاديم نيمكوف         | قرار القضاة (بالإجماع)               | بيلاتور 297                                    | 16 يونيو 2023  | 5      | 5:00  | شيكاغو، إلينوي، الولايات المتحدة         | على بطولة بيلاتور لوزن خفيف الثقيل.                                                                              |
| فاز     | 15–6  | ميلفين مانهوف        | ضربة قاضية (بالمرفقين)               | بيلاتور 285                                    | 23 سبتمبر 2022 | 3      | 3:34  | دبلن، أيرلندا                            | |
| فاز     | 14–6  | أليكس بوليزي         | ضربة فنية قاضية (باللكمات)           | بيلاتور 280                                    | 6 مايو 2022    | 3      | 4:59  | باريس، فرنسا                             | |
| خسر     | 13–6  | فيل ديفيس            | قرار القضاة (بالانقسام)              | بيلاتور 266                                    | 18 سبتمبر 2021 | 3      | 5:00  | سان خوسيه، كاليفورنيا، الولايات المتحدة  | العودة لوزن خفيف الثقيل                                                                                          |
| خسر     | 13–5  | إسرائيل أديسانيا     | قرار القضاة (بالإجماع)               | يو إف سي 248                                   | 7 مارس 2020    | 5      | 5:00  | لاس فيغاس، نيفادا، الولايات المتحدة      | على لقب بطولة يو إف سي للوزن المتوسط.                                                                            |
| خسر     | 13–4  | باولو كوستا          | قرار القضاة (بالإجماع)               | يو إف سي 241                                   | 17 أغسطس 2019  | 3      | 5:00  | آناهايم، كاليفورنيا، الولايات المتحدة    | قتال الليلة. |
| خسر     | 13–3  | روبرت ويتيكر         | قرار القضاة (بالانقسام)              | يو إف سي 225                                   | 9 يونيو 2018   | 5      | 5:00  | شيكاغو، إلينوي، الولايات المتحدة         | نزال بدون لقب؛ روميرو أخفق بالوزن (185.2 رطل). قتال الليلة.                                                      |
| فاز     | 13–2  | لوك روكهولد          | ضربة قاضية (باللكمات)                | يو إف سي 221                                   | 11 فبراير 2018 | 3      | 1:48  | برث، أستراليا                            | عل لقب بطولة يو إف سي للوزن المتوسط المؤقت؛ أخفق روميرو بتحقيق الوزن (187.7 رطل) وكان غير مؤهل للحصول على اللقب. |
| خسر     | 12–2  | روبرت ويتيكر         | قرار القضاة (بالإجماع)               | يو إف سي 213                                   | 8 يوليو 2017   | 5      | 5:00  | لاس فيغاس، نيفادا، الولايات المتحدة      | على لقب بطولة يو إف سي للوزن المتوسط الشاغر. قتال الليلة.                                                        |
| فاز     | 12–1  | كريس ويدمان          | ضربة قاضية (ركبة طائرة)              | يو إف سي 205                                   | 12 نوفمبر 2016 | 3      | 0:24  | مدينة نيويورك، نيويورك، الولايات المتحدة | أداء الليلة. |
| فاز     | 11–1  | رونالدو سوزا         | قرار القضاة (بالانقسام)              | يو إف سي 194                                   | 12 ديسمبر 2015 | 3      | 5:00  | لاس فيغاس، نيفادا، الولايات المتحدة      | |
| فاز     | 10–1  | ليوتو ماتشيدا        | ضربة قاضية (بالمرفقين)               | يو إف سي ليلة القتال: ماتشيدا ضد روميرو        | 27 يونيو 2015  | 3      | 1:38  | هوليوود، فلوريدا، الولايات المتحدة       | أداء الليلة. |
| فاز     | 9–1   | تيم كينيدي           | ضربة فنية قاضية (باللكمات)           | يو إف سي 178                                   | 27 سبتمبر 2014 | 3      | 0:58  | لاس فيغاس، نيفادا، الولايات المتحدة      | قتال الليلة. |
| فاز     | 8–1   | براد تافاريس         | قرار القضاة (بالإجماع)               | يو إف سي على فوكس: ويردوم ضد براون             | 19 أبريل 2014  | 3      | 5:00  | أورلاندو، فلوريدا، الولايات المتحدة      | |
| فاز     | 7–1   | ديريك برانسون        | ضربة فنية قاضية (باللكمات والمرفقين) | يو إف سي ليلة القتال: روكهولد ضد فيليبو        | 15 يناير 2014  | 3      | 3:23  | دولوث، جورجيا، الولايات المتحدة          | قتال الليلة. |
| فاز     | 6–1   | روني ماركيس          | ضربة قاضية (باللكمات)                | يو إف سي: قاتل من أجل القوات 3                 | نوفمبر 6, 2013 | 3      | 1:39  | فورت كامبل، كنتاكي، الولايات المتحدة     | |
| فاز     | 5–1   | كليفورد ستاركس       | ضربة قاضية (ركبة طائرة واللكمات)     | يو إف سي على فوكس: هندرسون ضد ميلينديز         | 20 أبريل 2013  | 1      | 1:32  | سان خوسيه، كاليفورنيا، الولايات المتحدة  | أول ظهور في الوزن المتوسط. أفضل ضربة قاضية في الليلة.                                                            |
| خسر     | 4–1   | رافاييل كافالكانتي   | ضربة قاضية (باللكمات)                | القوة الضاربة: بارنيت ضد خاريتونوف             | 10 سبتمبر 2011 | 2      | 4:51  | سينسيناتي، أوهايو، الولايات المتحدة      | |
| فاز     | 4–0   | لاسلو إيك            | ضربة قاضية (بلكمة)                   | قتال الليلة 2011                               | 27 مايو 2011   | 1      | 0:33  | غريدينغ، ألمانيا                         | |
| فاز     | 3–0   | نيكيتا بيتروف        | ضربة قاضية (بالانسحاب)               | إس إف سي 3: ليلة قتال الفنون القتالية المختلطة | 5 مارس 2011    | 1      | 2:58  | غيسن، ألمانيا                            | |
| فاز     | 2–0   | ميشال فيجالكا        | ضربة قاضية (بالانسحاب)               | آي إف إف: النضال الأبدي                        | 8 أكتوبر 2010  | 3      | 4:05  | دابروفا غورنيزا، بولندا                  | |
| فاز     | 1–0   | ساشا وينبولتر        | ضربة فنية قاضية (باللكمات)           | قتال الليلة 2009                               | 20 ديسمبر 2009 | 1      | 0:48  | نورنبرغ، ألمانيا                         | أول ظهور في وزن خفيف الثقيل.                                                                                     |

## نزالات الدفع مقابل المشاهدة
| #  | الحدث        | النزال             | التاريخ        | المكان          | المدينة                            | المبلغ    |
| -- | ------------ | ------------------ | -------------- | --------------- | ---------------------------------- | --------- |
| 1. | يو إف سي 213 | روميرو ضد ويتيكر   | 8 يوليو 2017   | تي موبايل أرينا | بارادايس، نيفادا، الولايات المتحدة | 150،000   |
| 2. | يو إف سي 221 | روميرو ضد روكهولد  | 11 فبراير 2018 | برث أرينا       | برث، أستراليا                      | 130،000   |
| 3. | يو إف سي 225 | ويتيكر ضد روميرو 2 | 9 يونيو 2018   | يونايتد سنتر    | شيكاغو، إلينوي، الولايات المتحدة   | 250،000   |
| 4. | يو إف سي 248 | أديسانيا ضد روميرو | 7 مارس 2020    | تي موبايل أرينا | بارادايس، نيفادا، الولايات المتحدة | غير معلنة |

## وصلات خارجية
- يوئيل روميرو على موقع يو إف سي (الإنجليزية)
- يوئيل روميرو على موقع بيلاتور (الإنجليزية)
- يوئيل روميرو على موقع شيردوغ (الإنجليزية)
- يوئيل روميرو على موقع Tapology.com (الإنجليزية)
- يوئيل روميرو على موقع قاعدة بيانات المصارعة الدولية (الإنجليزية)
- يوئيل روميرو على موقع أوليمبيديا (الإنجليزية)
- يوئيل روميرو على موقع IMDb (الإنجليزية)
- يوئيل روميرو على موقع قاعدة بيانات الفيلم (الإنجليزية)